# Edosa meliphanes
Edosa meliphanes är en fjärilsart som beskrevs av Edward Meyrick 1893. Edosa meliphanes ingår i släktet Edosa och familjen äkta malar. Inga underarter finns listade i Catalogue of Life.